# George Square
George Square è la piazza centrale di Glasgow in Scozia. Prende il nome dal re Giorgio III. Creata nel 1781, è circondata da edifici di importanza architettonica, come il Municipio di Glasgow. Dodici statue di importanti personalità della città dominano la piazza.

## Edifici di rilievo
Sul lato est della piazza si trova l'elaborato Municipio di Glasgow, progettato dall'architetto William Young, che fu inaugurato nel 1888. Sul lato sud vi è una serie di edifici, tra cui l'ex ufficio postale della città, costruito nel 1878 e rimodellato negli uffici nel 2007.
A nord si trova la Stazione di Glasgow Queen Street, il Millennium Hotel (precedentemente North British Railway Hotel), risalente al 1840, e la George House, che sostituì un vecchio edificio di architettura georgiana, costruito nel 1979 per offrire spazi per uffici aggiuntivi per il Consiglio comunale di Glasgow e successivamente per gli uffici Ernst & Young.
Sul lato ovest c'erano un certo numero di hotel, dove ora è stata costruita la Merchants House. Sul lato ovest c'era anche l'ex Bank of Scotland, che ora è stata convertita in uffici, un ristorante e un bar.

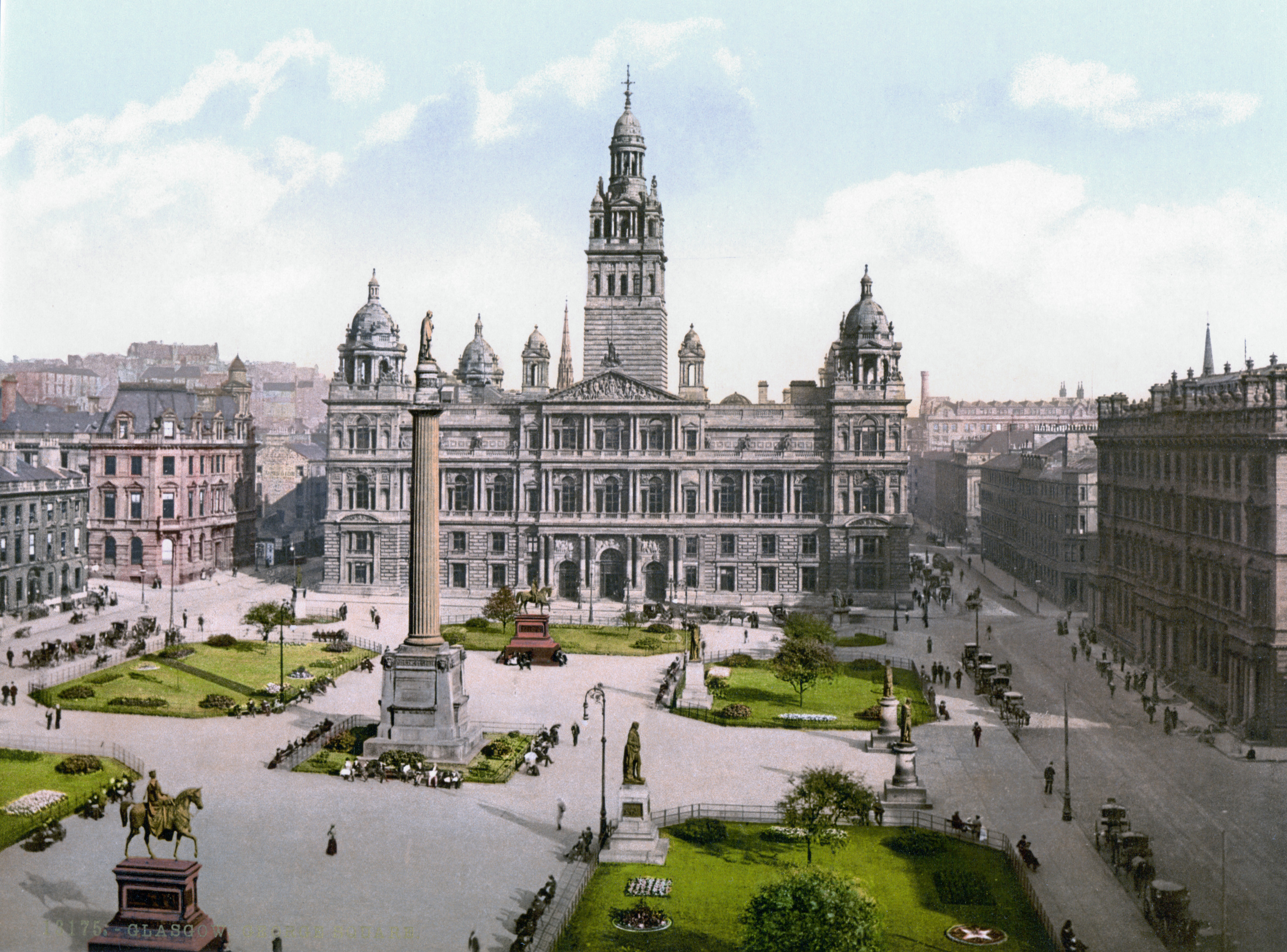
George Square tra il 1890 e il 1905
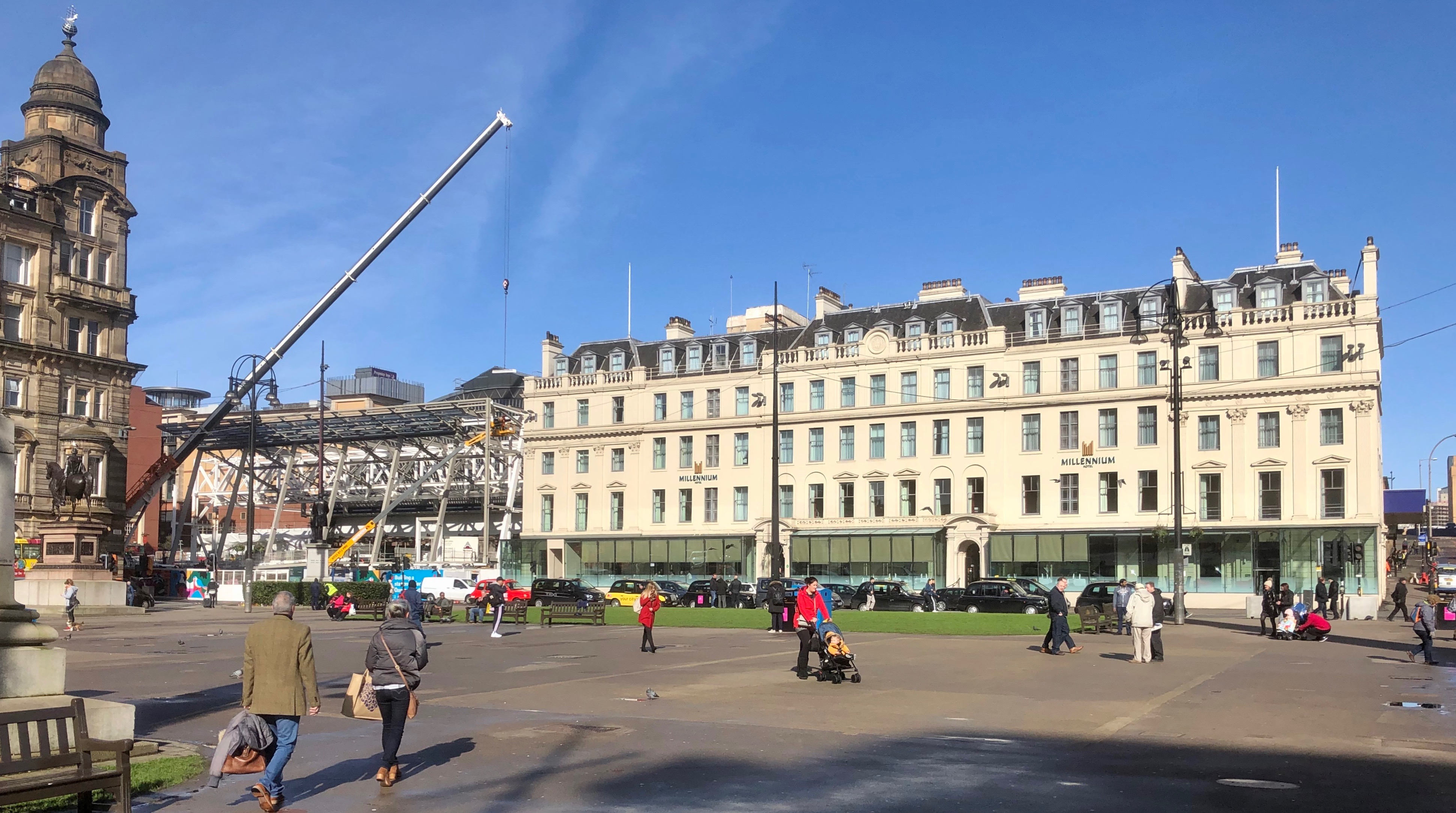
Nuovo ingresso alla Stazione Queen Street in costruzione, ex North British Hotel, nuovo Millennium Hotel
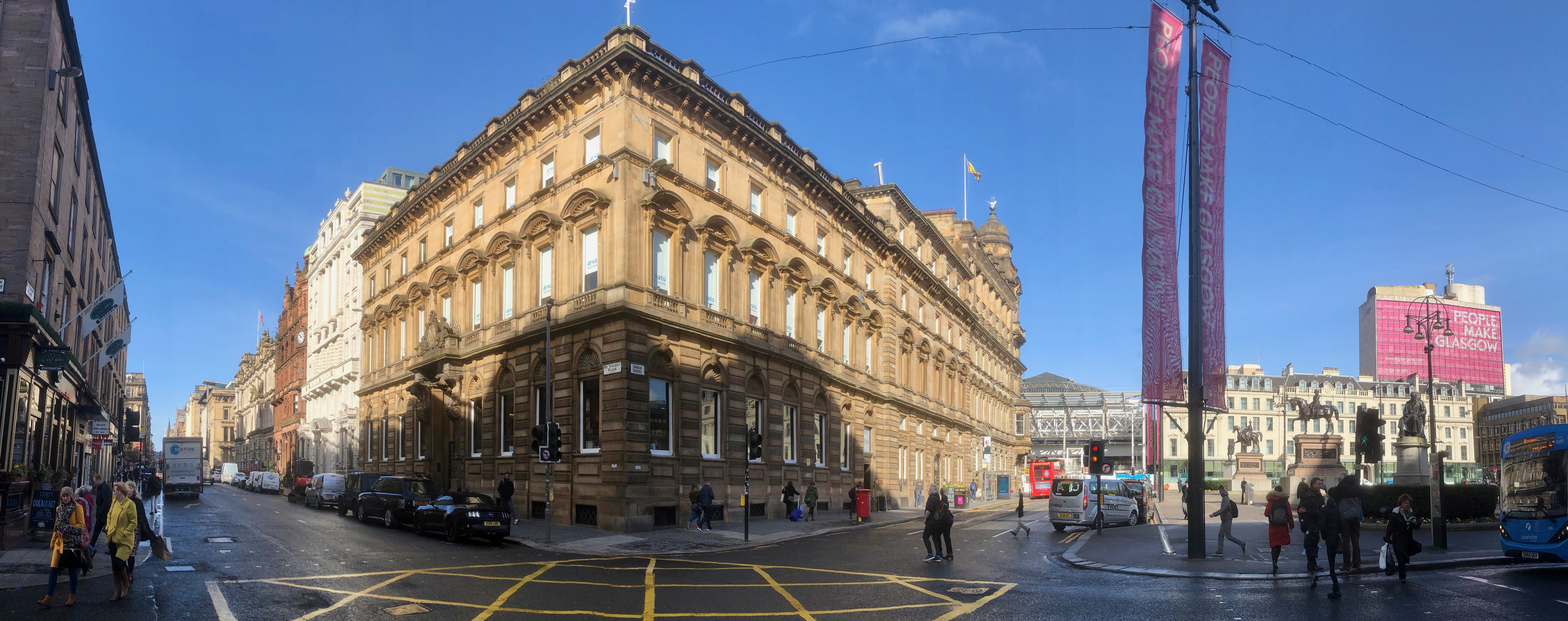
St Vincent Place con ingresso all'edificio della Bank of Scotland all'angolo con George Square, con il lato ovest che continua verso la Merchants 'House